# Nigma tristis
Nigma tristis là một loài nhện trong họ Dictynidae.
Loài này thuộc chi Nigma. Nigma tristis được miêu tả năm 1952 bởi Spassky.